# Stéphane Porato
Stéphane Porato (Colombes, 19 settembre 1973) è un ex calciatore e allenatore di calcio francese.

## Palmarès

### Club

#### Competizioni nazionali
- Campionato francese: 1

Monaco: 1996-1997
- Supercoppa francese: 2

Monaco: 1997, 2000